# Tupolev ANT-8
ANT-8 là một loại tàu bay thử nghiệm, do Tupolev thiết kế. Hồng quân định danh nó là "MDR-2" (MDR nghĩa là Morskoi Dalnii Razvedchik, hay Máy bay trinh sát tầm xa hải quân).

## Quốc gia sử dụng
Soviet Union
- Nhà máy Tupolev

## Tính năng kỹ chiến thuật (MDR-2)
Dữ liệu lấy từ The Osprey Encyclopedia of Russian Aircraft 1875–1995 
Đặc điểm tổng quát
- Chiều dài: 17,03 m (55 ft 10⅓ in)
- Sải cánh: 23,7 m (77 ft 9 in)
- Chiều cao: 5,67 m[2] (18 ft 7 in)
- Diện tích cánh: 84 m² (904 ft²)
- Trọng lượng rỗng: 4.560 kg (10.053 lb)
- Trọng lượng có tải: 6.920 kg (15.256 lb)
- Trọng lượng cất cánh tối đa: 8.160 kg[2] (17.952 lb)
- Động cơ: 2 × BMW VI, 507 kW (680 hp)  mỗi chiếc

 Hiệu suất bay 
- Vận tốc cực đại: 203 km/h (110 knot, 126 mph) trên mực nước biển
- Vận tốc hành trình: 166 km/h (90 knot, 103 mph)
- Tầm bay: 1.062 km (574 hải lý, 660 mi)
- Thời gian bay: 5 h
- Trần bay: 3.350 m (10.991 ft)
- Tải trên cánh: 82,4 kg/m² (16,9 lb/ft²)
- Công suất/trọng lượng: 0,066 kW/kg (0,089 hp/lb)
- Lên độ cao 1.000 m (3.280 ft): 7 phút

Trang bị vũ khí

- Súng: 4 × súng máy DA-2
- Bom: Lên tới 500 kg (1,102 lb) bom